# Marcus Selmer
Marcus Selmer (født 6. oktober 1819 i Randers ; død 18. januar 1900 i Bergen) var en dansk-norsk farmaceut og fotograf, fra 1853 bosat i Bergen. 
Selmer bestyrede i Randers fra 1842 som provisor Svaneapoteket, som Schack Lüneborg Køster ved H.C. Ørsteds mellemkomst havde opnået bevilling til og åbnet i 1832. Da det imidlertid var meningen at Køsters søn Karl Janus Adolf Køster skulle overtage apotekerbevillingen, tilegnede Selmer sig den nye daguerreotypiteknik. 1852 rejste han til Norge og praktiserede en periode som daguerreotypist i Stavanger. Året efter fortsatte han til Bergen der skulle blive hans hjemsted resten af livet.
Mens Selmer endnu virkede som provisor på Svaneapoteket i Randers, arbejdede han sammen med fotografen J.L. Ussing og 'grundlagde ... daguerreotypien i denne by'.
Som fotograf i Norge er Selmer især kendt for sine portrætter, byprospekter og folkedragtstudier der anses for at have bidraget til 'begrebet om det norske'.
Selmers fotoarkiv gik tabt efter hans død. Mange af hans billeder blev dog indsamlet, affotograferet og offentiggjort.
1862 modtog han den danske medalje Ingenio et arti og ærespriser i London 1862, Stockholm 1866, Paris 1867, København 1872 og Wien 1873. Selmer var æresmedlem av Dansk Fotografisk Forening og Société Francaise de Photographie.
Selmer blev hoffotograf 1880.
| - Eksempler på portrætter - Karl Theodor Henrichsen Ca. 1850. Daguerreotypi - Edvard Grieg, 1858 - Amalie Skram Ca. 1875 - Oscar 2. af Sverige |

| - Eksempler på 'Norske Prospecter' - Parti fra Norangsdalen i Søndmøre - Slettafossen i Romsdalen (Mellem 1862 og 1870) - Parti ved Strømgjerde i Lykelven. Søndmøre (no) |

| - Eksempler på byprospekter. Bergen - Parti af Bergen fra Walkendorfs Tårn Mellem 1867 og 1870 - Parti af Fisketorvet i Bergen. 1860'erne - Afsløring af Holbergstatuen, Bergen, 3. december 1884 |

| - Eksempler på folkedragtstudier - Album, visitkort (carte de visite) |